# Benton (Familienname)
Benton ist ein englischer Familienname.

## Namensträger
- Al Benton (1911–1968), US-amerikanischer Baseballspieler
- Anya Benton, US-amerikanische Schauspielerin und Model
- Arthur Lester Benton (* 1909), US-amerikanischer Neuropsychologe
- Barbi Benton (Barbara Lynn Klein; * 1950), US-amerikanisches Model
- Bernard Benton (* 1957), US-amerikanischer Boxer
- Bill W. Benton (* vor 1989), US-amerikanischer Tontechniker
- Billy Benton (1895–1967), englischer Fußballspieler
- Brook Benton (1931–1988), US-amerikanischer Sänger und Songwriter
- Charles S. Benton (1810–1882), US-amerikanischer Politiker
- Dave Benton (* 1951), Sänger aus Aruba
- Denée Benton (* 1991), US-amerikanische Schauspielerin
- Fletcher Benton (1931–2019), US-amerikanischer Maler und Bildhauer
- Franz Benton (* 1952), deutscher Singer-Songwriter
- Gabriele Benton (1903–1989), austroamerikanische Romanistin
- George Benton (1933–2011), US-amerikanischer Boxer und Boxtrainer
- George Oliver Benton (1915–2001), US-amerikanischer Politiker
- Glen Benton (* 1967), US-amerikanischer Sänger
- Jack Benton (Fußballspieler, 1865) (John Benton; 1865–1932), englischer Fußballspieler
- Jack Benton (Fußballspieler, 1875) (John Dutton Benton; 1875–1926), englischer Fußballspieler
- Jacob Benton (1814–1892), US-amerikanischer Politiker
- Jim Benton (Footballspieler) (James Warren Benton; 1916–2001), US-amerikanischer American-Football-Spieler
- Jim Benton (Illustrator) (* 1960),  US-amerikanischer Illustrator und Autor
- Jim Benton (Fußballspieler) (James Benton; * 1975), irischer Fußballspieler
- Joe Benton (* 1933), britischer Politiker
- John Benton (Curler) (* 1969), US-amerikanischer Curler
- John Benton (Snookerspieler), irischer Snookerspieler
- José Antonio Benton (1894–1986), deutscher Rechtsanwalt und Schriftsteller
- Lemuel Benton (1754–1818), US-amerikanischer Politiker
- Linn Boyd Benton (1844–1932), US-amerikanischer Ingenieur, Erfinder, Typograf und Schriftgießerei-Leiter
- Maecenas Eason Benton (1848–1924), US-amerikanischer Politiker
- Merv Benton (* 1942), australischer Sänger
- Michael J. Benton (* 1956), britischer Paläontologe
- Mike Benton (* 1980), US-amerikanischer Basketballspieler
- Morris Fuller Benton (1872–1948), US-amerikanischer Ingenieur und Typograf
- Nathaniel S. Benton (1792–1869), US-amerikanischer Politiker
- Oscar Benton (1949–2020), niederländischer Sänger
- Philip Askell Benton (1880–1918), britischer Kolonialbeamter
- Robert Benton (1932–2025), US-amerikanischer Regisseur, Drehbuchautor und Filmproduzent
- Robert R. Benton (1924–2003), US-amerikanischer Filmausstatter
- Samuel Benton (1820–1864), Brigadegeneral der Armee der Konföderierten Staaten von Amerika im Sezessionskrieg
- Stephen A. Benton (1941–2003), US-amerikanischer Physiker
- Ted Benton (* 1942), britischer Sozialwissenschaftler
- Thomas Benton (Musiker), US-amerikanischer Musiker und Bandleader
- Thomas Hart Benton (Politiker) (1782–1858), US-amerikanischer Politiker
- Thomas Hart Benton (Maler) (1889–1975), US-amerikanischer Maler
- Tim Benton (* vor 1990), britischer Biologe
- Tim Benton (Kunsthistoriker) (* 1945), britischer Kunsthistoriker
- Walter Benton (1930–2000), US-amerikanischer Jazz-Tenorsaxophonist
- William Burnett Benton (1900–1973), US-amerikanischer Politiker